# Green Hornet
Green Hornet (deutsch: grüne Hornisse) ist der fiktive Held diverser Comics, Radio-, Fernsehserien und Filme.

## Geschichte
Die Figur stammt ursprünglich aus einer Radioserie auf dem Sender WXYZ von George W. Trendle und Fran Striker. Diese Serie erreichte in den 1930ern in den USA große Popularität, was dazu führte, dass in den 1940ern zwei Serials produziert wurden. Von 1940 bis 1993 wurden dann auch Comichefte mit der grünen Hornisse hergestellt. Im deutschen Sprachraum bekannt ist die Fernsehserie The Green Hornet (deutscher Titel: Die Grüne Hornisse), von der im Zeitraum 1966–1967 (Premiere: 9. September 1966; 26 Folgen auf ABC) produziert wurden. Acht Folgen wurden zu zwei Spielfilmen verarbeitet und unter den Titeln Das Geheimnis der grünen Hornisse (Folgen 10, 11, 24, 25) und Der gelbe Taifun (Folgen 9, 13, 19, 21) in die deutschen Kinos gebracht.

## Personen
Der weitgereiste Zeitungsverleger Britt Reid bekämpft, getarnt mit grüner Kleidung und Maske, als Grüne Hornisse zusammen mit seinem Chauffeur und Gehilfen Kato das Verbrechen. Außer Kato kennt nur der Bezirksstaatsanwalt Scanlon die wahre Identität der Grünen Hornisse; die Polizei hält ihn für einen Verbrecher, so dass Reid und Kato sich immer schnell vom Schauplatz des Geschehens zurückziehen müssen, um nicht verhaftet und enttarnt zu werden. 
Britt Reid wurde von Striker als Großneffe von John Reid, alias Lone Ranger beschrieben.

## Fernsehserie
Zwischen 1966 und 1967 ausgestrahlte Fernsehserie mit Van Williams und Bruce Lee.

## Film
2009 übernahm Michel Gondry die Regie einer neuen Verfilmung. Der Film, in dem unter anderem Seth Rogen und Christoph Waltz mitspielen, wurde großteils 2009 abgedreht und erschien in Deutschland am 13. Januar 2011 sowohl in 2D als auch in einer 3D-Fassung.

## Rezeption
Angelehnt an die Figur des Kato ist der in den Filmen der Pink-Panther-Reihe erscheinende Diener und „Kampftrainingspartner“ Cato (Burt Kwouk) des Inspektors Clouseau, der erstmals in Ein Schuß im Dunkeln (1964) auftritt.